# Waelder (Teksas)
Waelder je grad u američkoj saveznoj državi Teksas. Prema popisu stanovništva iz 2010. u njemu je živjelo 1.065 stanovnika.